# Maximilian Schell
Maximilian Gerhard Schell(Viena, 8 de dezembro de 1930 — Innsbruck, 1 de fevereiro de 2014) foi um ator, diretor e produtor suíço nascido na Áustria, vencedor de um Oscar de melhor ator, entre outros prémios.

## Biografia
Filho de um dramaturgo e de uma atriz, tanto ele como seus irmãos seguiram a carreira artística. Ele estudou arte dramática em Zurique e só estreou no cinema em 1955 em pequenos papéis em dois filmes alemães.
Descoberto pelo diretor Laszlo Benedek fez vários filmes no cinema germânico até estrear em Hollywood em 1958 em "Os Deuses Vencidos". Em 1961 veio o reconhecimento da crítica internacional quando fez o papel de Hans Rolfe, o advogado de defesa dos oficiais nazistas em Judgment at Nuremberg que lhe valeu o Óscar de melhor ator.
Realizou muitos filmes a partir do prêmio e em 1970 estreou na direção com o filme "O Primeiro Amor". Em 1984 ganhou vários prêmios como diretor pelo documentário "Marlene" que contava a vida e a carreira da atriz Marlene Dietrich.
Maximilian era padrinho da atriz Angelina Jolie.

## Morte
Morreu no dia 1 de fevereiro de 2014 durante a noite em uma clínica em Innsbruck (Áustria), em consequência de uma "doença súbita e grave", disse sua agente Patricia Baumbauer.

## Filmografia (parcial)
- Casa das Belas Adormecidas (2006)
- Meu Melhor Inimigo (1999)
- Joana D'Arc (1999)
- Vampiros de John Carpenter (1998)
- Impacto Profundo (1998)
- Mentir na América (1997)
- Abraão (1994)
- Stalin (1992)
- Marlene (1984) (documentário)
- O Fantasma da Ópera (1983)
- O Buraco Negro (1979)
- A Cruz de Ferro (1977)
- Uma Ponte Longe Demais (1977)
- Julia (1977)
- O Homem na Caixa de Vidro (1975)
- The Odessa File (1974)
- O Pedestre (1973)
- O Primeiro Amor (1970)
- Simon Bolivar (1969)
- Krakatoa, O Inferno de Java (1969)
- Counterpoint (1968)
- Topkapi (1964)
- O Condenado de Altona (1962)
- O Santo Relutante (1962)
- Julgamento em Nuremberg (1961)
- Os Deuses Vencidos (1958)